# Палич, Петер
Петер Палич (нем. Peter Palitzsch; 11 сентября 1918, Дойтмансдорф, Германия, ныне Львувек-Слёнски, Польша  — 18 декабря 2004, Хафельберг) — немецкий театральный режиссёр.

## Биография
Петер Палич родился в Дойтмансдорф в районе Лёвенберга в Силезии (ныне польский город Львувек-Слёнски); детство провёл в Дрездене, где окончил гимназию и получил специальность чертёжника. В 1940 году Палич был призван в действующую армию, в 1945-м попал в плен, но вскоре был освобождён.

### «Берлинер ансамбль»
В 1945—1948 годах Палич был литературным сотрудником Народного театра в Дрездене. В 1949 году перешёл в созданный Бертольтом Брехтом в восточном секторе Берлина театр «Берлинер ансамбль» в качестве заведующего литературной частью; одновременно был и ассистентом режиссёра, работал непосредственно с Брехтом. Паличу принадлежит эмблема «Берлинер ансамбль», которая и сейчас украшает здание театра
В 1955 году Палич осуществил свою первую самостоятельную постановку на сцене «Берлинер ансамбль». В дальнейшем он нередко ставил спектакли в паре с другим учеником Брехта — Манфредом Веквертом. В 1957 году они вместе поставили «Оптимистическую трагедию» Вс. Вишневского. В 1958 году Палич самостоятельно осуществил первую постановку пьесы Брехта «Карьера Артуро Уи» в Штутгартском театре. Западногерманская «Allgemeine Zeitung» по этому поводу писала: «Там, в зоне, где тоже живут немцы и где Брехт пользовался славой и почетом как друг режима и даже имел в своем распоряжении собственный театр, там эта пьеса до сих пор не может быть сыграна, — и это, видимо, связано с тем, что слишком подробное описание политических методов гангстера Уи… может вызвать неприятные для тамошних господ сравнения у их подданных». Несколько месяцев спустя, уже вместе с Веквертом, Палич поставил пьесу на сцене «Берлинер ансамбль», с Эккехардом Шаллем в главной роли. Спектакль пользовался исключительным успехом у зрителей (оставался в репертуаре театра на протяжении 15 лет, выдержал 532 представления) и был высоко оценён специалистами: в ГДР он в том же году был удостоен Национальной премии; показанный в 1960 году в Париже, спектакль был отмечен как лучший Объединением театральных и музыкальных критиков.
В 1960 году Палич и Векверт увековечили на киноплёнке легендарный спектакль «Мамаша Кураж и её дети» в постановке Б. Брехта и Э. Энгеля, с Еленой Вайгель и Эрнстом Бушем, — спектакль, с которого начинался «Берлинер ансамбль». Но это была последняя его совместная работа с Веквертом: в 1961 году, оказавшись в творческой командировке в Западной Германии, он не вернулся в ГДР в знак протеста против строительства Берлинской стены.

### В Западной Германии
На протяжении ряда лет Палич работал в качестве приглашённого режиссёра в различных городах Западной Германии, а также в Швеции, Норвегии, Дании и Нидерландах. В 1967 году стал постоянным режиссёрм Вюртембергского государственного театра Штутгарта, где ставил преимущественно У. Шекспира; но в 1972 году после спорной постановки «Гамлета» и конфликта с местным отделением ХДС покинул театр.
В 1972 году Палич возглавлял Драматический театр (Schauspiel) во Франкфурте-на-Майне, где реализовал выдвинутую Петером Штайном модель «театра права голоса» (Mitbestimmungstheater), предполагавшую участие не только всех членов творческого коллектива, но и технического персонала в принятий важных для театра решений, в том числе и касающихся репертуарной политики. Политизация его театра привела к конфликту, и в 1980 году Палич покинул Франкфурт. В дальнейшем, до 1991 года, работал в качестве приглашённого режиссёра в различных городах Германии, в том числе Мюнхене, Гамбурге, а также в Западном Берлине, ставил спектакли в Вене и Цюрихе.

### Последние годы
Как и Бенно Бессон и Манфред Векверт, Палич на протяжении всей своей режиссёрской карьеры следовал принципам «эпического театра», творчески развивая теорию Брехта. Он ставил пьесы в Брехта в разных городах и странах, но «эпический театр» был для него, как и для самого Брехта и для многих его последователей, и ключом к новым прочтениям Шекспира, а также Ф. Шиллера, И. В. Гёте и Г. Бюхнера. И когда Векверт, на протяжении 14 лет возглавлявший «Берлинер ансамбль», в 1991 году покинул свой пост, Палич вернулся в театр и возглавил его вместе с Маттиасом Лангхофом, Фрицем Марквардтом, Петером Цадеком и Хайнером Мюллером. Однако раздираемое противоречиями коллективное руководство оказалось недееспособным, и к 1995 году от него остался только Мюллер — в качестве единоличного руководителя.
В 1991 году Палич был удостоен Берлинской театральной премии; однако сам режиссёр в последние годы считал, что театр пребывает в глубоком кризисе: «Если бы я был на 30 лет моложе, — говорил он в одном из последних своих интервью, — я пошёл бы не в театр, а в Гринпис».

## Творчество

### Театральные постановки
«Берлинер ансамбль»
- 1955 — «День великого учёного Ву» (Der Tag des großen Gelehrten Wu), китайская народная пьеса (совместно с К. М. Вебером)
- 1956 — «Удалой молодец — герой Запада» Д. М. Синга (совместно с М. Веквертом)
- 1957 — «Оптимистическая трагедия» Вс. Вишневского (совместно с М. Веквертом)
- 1958 — «Карьера Артуро Уи» Б. Брехта (совместно с М. Веквертом)
- 1960 — «Фрау Флинц» (Frau Flinz) Х. Байерля (совместно с М. Веквертом)

Другие театры
- 1958 — «Карьера Артуро Уи» Б. Брехта (первая постановка пьесы) — Штутгартский театр